# Phyllocnistis temperatior
Phyllocnistis temperatior är en fjärilsart som beskrevs av Edward Meyrick 1936. Phyllocnistis temperatior ingår i släktet Phyllocnistis och familjen styltmalar. Inga underarter finns listade i Catalogue of Life.